# Vannerie mexicaine

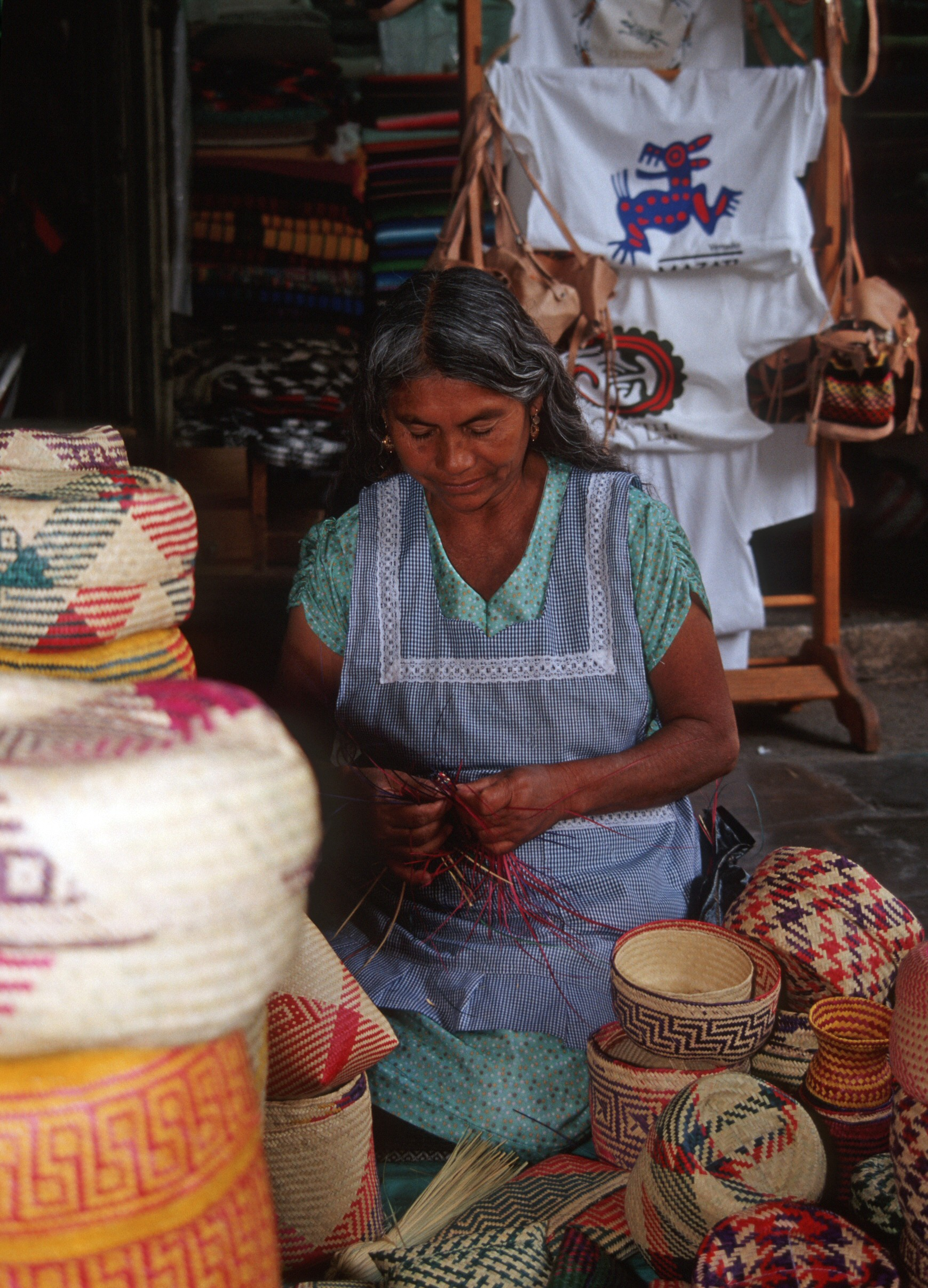
Une femme tissant un panier au marché Benito Juárez dans la ville d'Oaxaca.

La vannerie mexicaine a ses origines bien avant la période préhispanique, avant la céramique et la domestication du feu. À l'arrivée des Espagnols, il existait déjà un certain nombre de formes indigènes, dont certaines sont encore fabriquées aujourd'hui. Ces produits et ceux que les Espagnols ont introduits forment la tradition combinée qui subsiste encore aujourd'hui. Comme tout autre artisanat mexicain, la vente aux touristes et aux collectionneurs est importante, mais la vannerie n'est pas aussi populaire que les autres métiers d'art. Les techniques et les matériaux de vannerie varient d'une région à l'autre en fonction de la végétation disponible (environ 80 espèces de plantes sont utilisées dans tout le pays), avec des traditions importantes à Sonora, dans l'État du Mexique, au Michoacán, au Veracruz, au Oaxaca et dans la péninsule du Yucatán.

## Histoire

### Période préhispanique

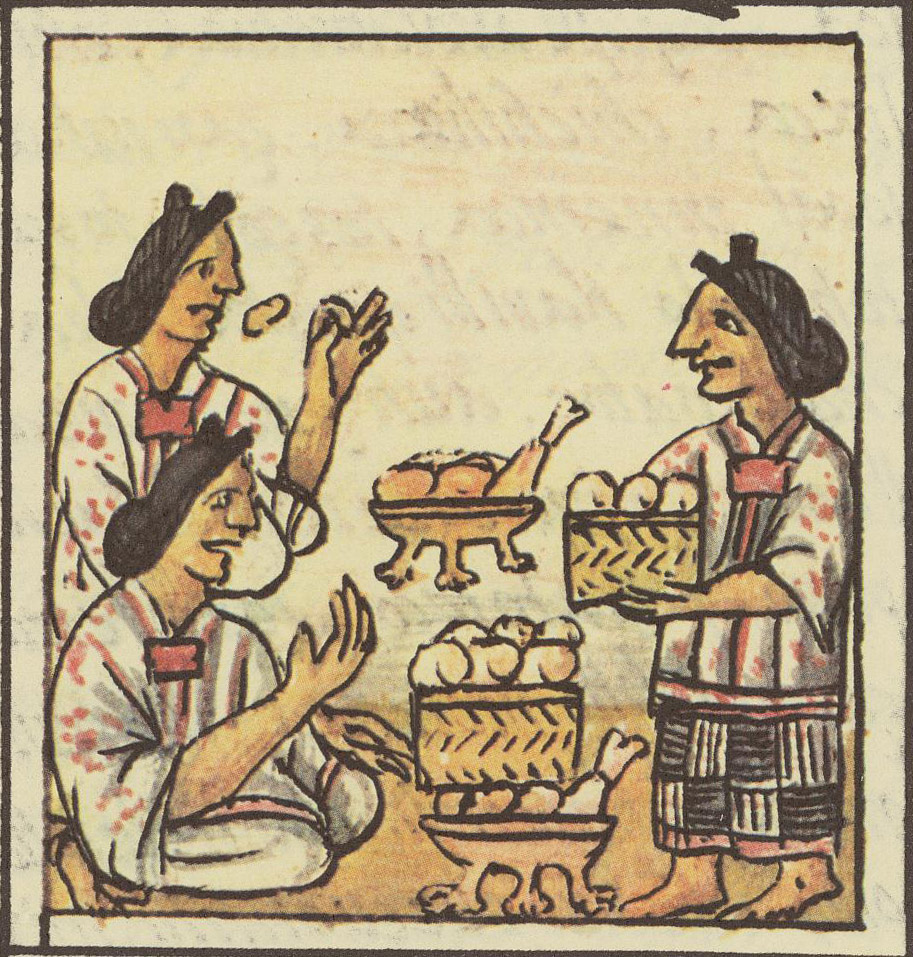
Scène du Codex florentin montrant des aliments dans des paniers.

La vannerie est l'un des plus anciens métiers d'art de la Mésoamérique, important depuis le début de la période de la chasse et de la cueillette et antérieur à la fois à la manipulation du feu et à la création de la poterie. À l'origine, l'artisanat est développé à partir de simples conteneurs pour la collecte des denrées alimentaires dans la nature et le stockage, jusqu'à d'autres articles tels que tapis, boîtes, chaises, berceaux, sandales et certains articles vestimentaires,. La vannerie au Mexique a deux lignées, l'une indigène et l'autre espagnole, qui se distinguent surtout par les produits fabriqués. De nombreux produits datant de la période préhispanique survivent encore, comme les nattes appelées petates, les bretelles de transport et les paniers pour le transport des marchandises au marché. Les deux derniers sont particulièrement importants à l'époque parce qu'il n'y avait pas de bêtes de somme et que la marchandise était transportée par les hommes sur terre. Certaines pièces préhispaniques sont très finement tissées avec des motifs complexes, comparables aux tapisseries européennes.
Une grande partie de l'histoire de la vannerie est perdue puisque les paniers sont biodégradables. Il n'y a que des fragments de vannerie provenant de documents archéologiques en raison de la dégradation des matériaux biologiques utilisés pour les fabriquer. Les meilleures trouvailles sont dans les grottes sèches et les rocailles, ainsi que dans les impressions de paniers en céramique. La plupart des découvertes sont faites dans des zones arides et semi-arides du nord-ouest du Mexique, dont certaines dans les grottes d'Ocampo et de Romero dans l'état de Tamaulipas, où l'on trouve à la fois des produits en bobines et en tresses. D'autres découvertes importantes sont celles de la grotte de Coxcatlán à Tehuacán, dans l'état de Puebla, Guila Naquitz, dans l'état d'Oaxaca, les grottes de Gallo et Chaguera dans l'état de Morelos, ainsi que dans l'état de Michoacán et la vallée de Mexico. Il s'agit notamment de preuves de la fabrication de cordes et de sacs.

### Période coloniale
Comme aucune pièce complète ne survit, la meilleure preuve des formes de vannerie préhispaniques et coloniales provient des codex contemporains tels que le Codex Mendocino, les chroniques écrites et les pièces qui apparaissent dans les peintures,. Ils confirment l'existence de produits indigènes tels que des petates, des sièges (tollicpalli), des sièges à dossier (tepotzoicpali), des chiquihuites, des tanates, des tompiates (les trois sont des paniers réalisés à partir de feuilles de palmier), des boîtes (petlanali), des sandales, des filets, des éventails, des mecapals (bagues de transport) et d'autres,,. Ils indiquent également qu'un certain nombre de produits et de techniques ont disparu depuis,. Par exemple, dans la vallée de Mexico, des communautés riveraines comme Xochimilco et Xoltocan se consacrent à la fabrication d'objets tels que des petates provenant des joncs qui poussent au bord de l'eau. Cependant, cela s'éteint avec l'assèchement des lacs.
Les artisans autochtones continuent à faire de la vannerie pendant toute la période coloniale. Contrairement à d'autres objets artisanaux, il est considéré comme entièrement domestique et n'est donc pas réglementé comme la céramique et le travail du bois, pas plus qu'il n'y a d'enseignement formel par des missionnaires espagnols, . Cependant, des modèles européens, tels que les paniers à poignées, les sombreros, les palmiers tressés pour le dimanche des Rameaux et les décorations en forme de cœur sont introduits, ainsi que le travail de la paille de blé et de seigle,.

### XIXesiècle

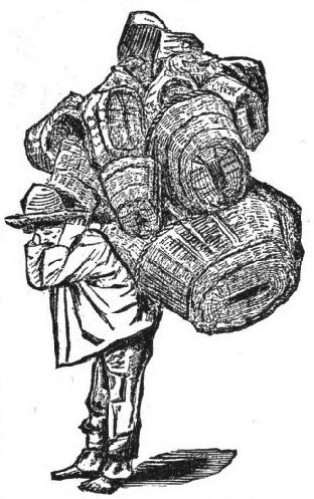
Dessin d'un homme portant des paniers, daté de 1888.

De même, aucune pièce du XIXe siècle ne survit, mais à cette époque, la peinture de scènes quotidiennes est devenue plus populaire, y compris des images de maisons, qui montrent la survie d'objets indigènes comme des petates, des sombreros et des paniers de style européen. Les voyageurs européens au Mexique documentent ce qu'ils ont vu, y compris la vie des gens ordinaires, avec des paniers mentionnés. Un élément noté dans les archives de cette époque, mais pas avant, est celui de la capote, une sorte de cape de pluie créée avec des couches de feuilles de palmier.

### XXesiècleau présent

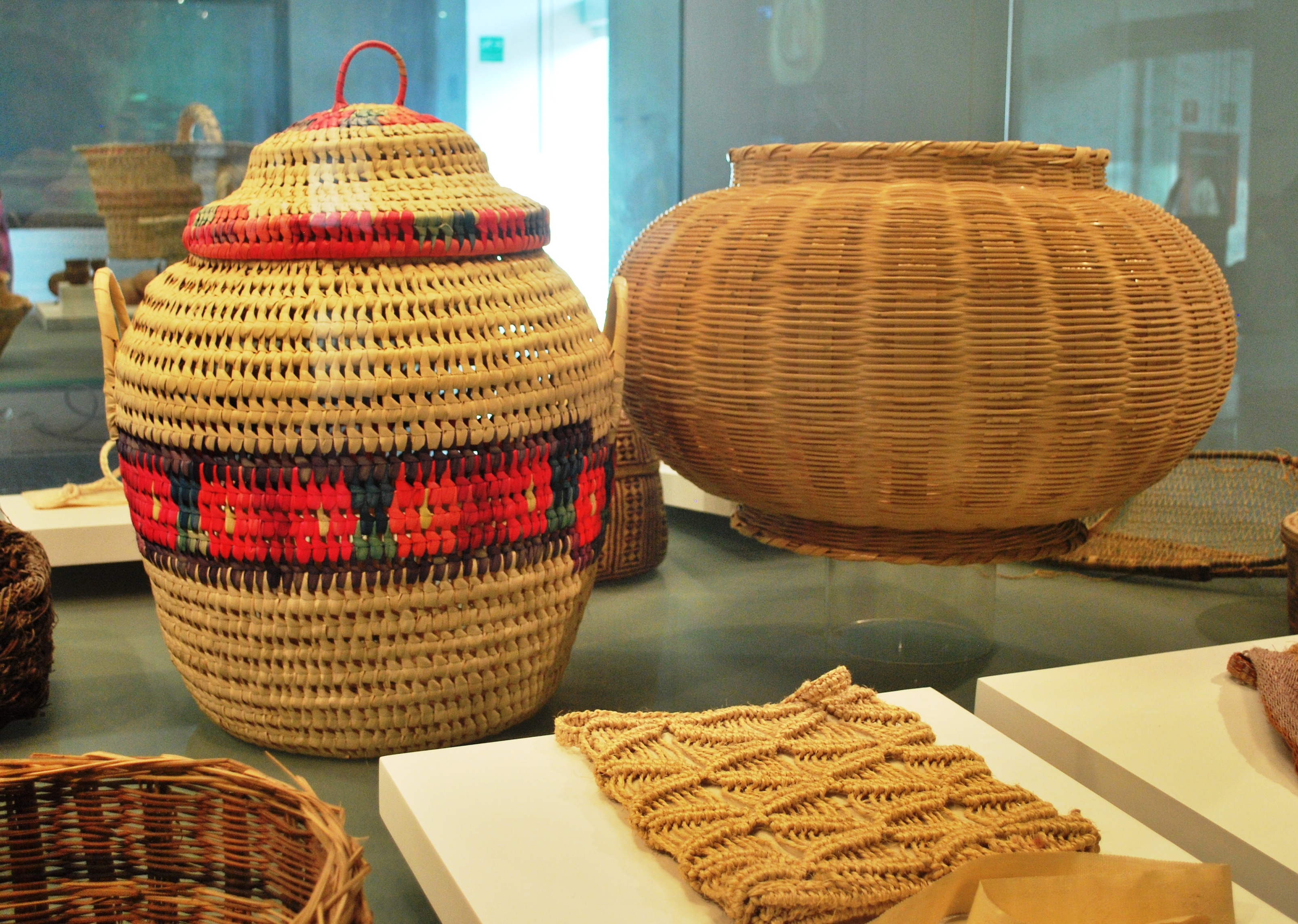
Exposition de paniers au Museo de Arte Popular de Mexico.

Au début du XXe siècle, les traditions artisanales mexicaines, dont la vannerie, ont connu un regain d'intérêt. La fabrication de chapeaux à partir de palme et d'autres fibres est enseignée aux prisonniers dans les prisons municipales, quelque chose qui survit encore aujourd'hui. L'écrivain Manuel Toussaint note la quantité et la qualité des paniers qu'il trouve à Oaxaca au cours de ses voyages, ainsi qu'à Puebla et dans l'État de Mexico. Pour le 100e anniversaire de la fin de la guerre d'indépendance du Mexique, des artistes tels que le Dr Atl, Roberto Montenegro et d'autres organisent une exposition d'artisanat et d'art populaire du pays. L'exposition donne lieu à un vaste catalogue, dont le chapitre 16 est consacré à la vannerie. Il donne un aperçu de l'état de l'artisanat à la fin du XIXe siècle et au début du XXe siècle . Dans ce catalogue, le Dr Atl affirme que l'article de vannerie le plus important reste le petate, note l'utilisation des tenates comme articles utilitaires de base, avec la documentation de la grande production de vannerie dans les États de Puebla, l'État de Mexico, Guanajuato, Michoacán et Jalisco. La création de figurines miniatures de Silao, Irapuato, Guanajuato et Santa María del Río (es) et San Luis Potosi sont également mentionnées. Cependant, il n'est pas fait mention du travail accompli dans le nord du pays.

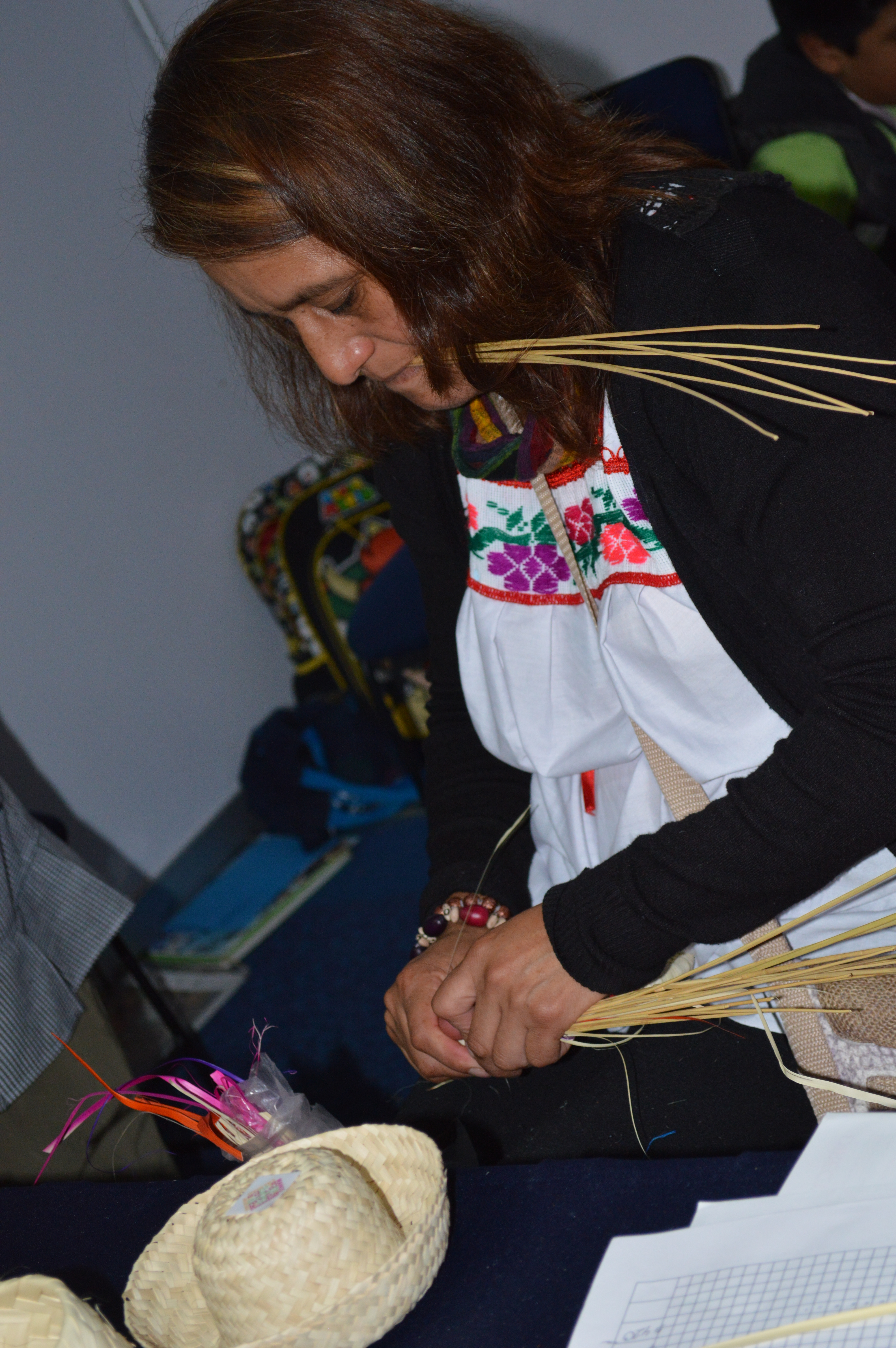
Tisser des roseaux.

Malgré l'intérêt de documenter les traditions artisanales, il ne reste aucune pièce complète datant d'avant les années 1960. Bien qu'elle ne soit pas aussi populaire que d'autres traditions artisanales, la vannerie se retrouve partout au Mexique, en particulier dans les communautés indigènes d'Oaxaca, du Chiapas et de Veracruz, dont beaucoup sont créées pour les collectionneurs. Toutefois, un certain nombre d'articles de vannerie sont encore fabriqués pour un usage local, comme un berceau utilisé par les femmes autochtones dans la Sierra Norte de Puebla (en), et des pièces créées pour des cérémonies dans diverses régions du Mexique,, comme des paniers spéciaux créés par les Seri de Sonora et les Nahuas de la région de Huasteca pour le Jour des morts.
La plupart des artisans fabriquent les articles à temps partiel, en complément d'autres activités économiques, et les ateliers sont organisés dans des maisons familiales, avec la participation de divers membres. Certains artisans s'organisent en coopératives pour promouvoir leur travail. Cependant, la plupart des produits de vannerie sont facilement remplacés par des produits manufacturés et, dans certaines régions, les ressources nécessaires à leur fabrication se font rares. La vannerie décline au Mexique avec l'introduction des contenants en plastique dans les années 1970 et des produits similaires importés d'Asie depuis 2005. Pour ces raisons, entre autres, la vannerie n'est pas un artisanat aussi important que d'autres, comme la céramique, mais elle joue encore un rôle domestique et commercial important dans les communautés rurales d'États comme Guerrero, l'État de Mexico, Oaxaca, Puebla, Sonora, Michoacán et Veracruz,.

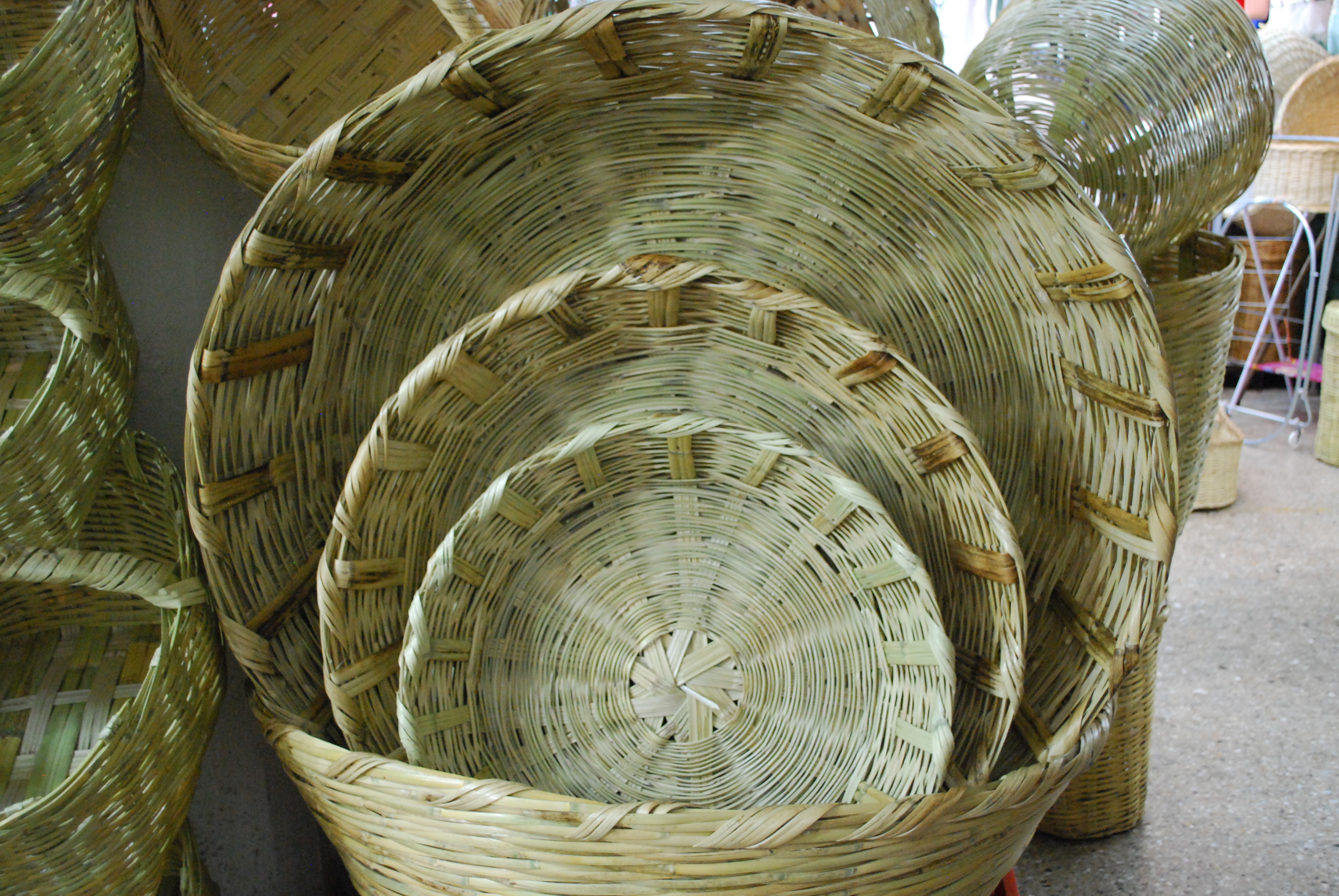
Paniers pour les vendeurs de pain au Marché de La Merced.

Un microcosme du marché de la vannerie se trouve dans le marché de La Merced (en) à Mexico, qui vend des produits de Puebla, Tlaxcala, Querétaro, Michoacán, État de mexico, Guerrero et San Luis Potosí. La Merced compte une trentaine d'étals de produits de vannerie, dont beaucoup se transmettent de génération en génération. La plupart des ventes sont faites à d'autres marchands, comme ceux qui vendent des tacos de canasta, des bonbons traditionnels et des pâtisseries. Bon nombre des ventes ont lieu à l'occasion de certaines célébrations. La Semaine Sainte voit la vente de paniers et de palmiers. Pour le Jour des Morts, des petates, des chiquihuites et des petits paniers sont achetés comme décorations d'autel. Pour Noël, les paniers sont utilisés pour la nourriture et les décorations traditionnelles. Bon nombre de ces ventes s'adressent à des gens de la périphérie de Mexico, où les traditions survivent mieux. Cependant, beaucoup de ces stands doivent maintenant offrir des produits asiatiques moins chers ainsi que d'autres articles afin de rester en affaires.
Lorsque le tourisme a un impact favorable sur la conservation des traditions de vannerie, il a tendance à avoir un effet négatif sur les ressources utilisées pour fabriquer les produits en raison de la demande.

## Matériaux

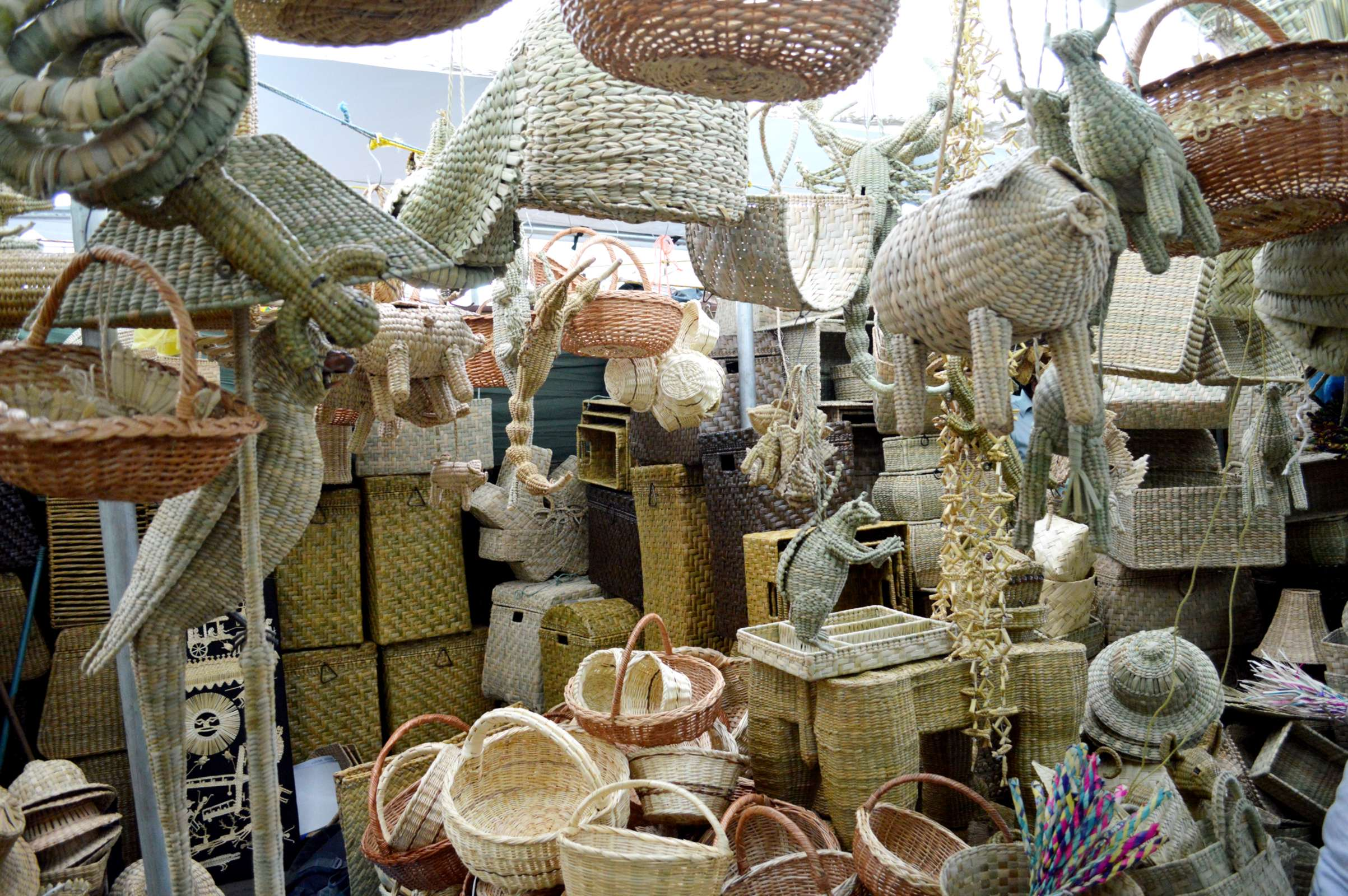
Produits de vannerie en roseau au marché artisanal du dimanche des Rameaux à Uruapan, Michoacán.

La vannerie est liée à d'autres arts textiles, sauf que les fibres végétales utilisées sont plus rigides, allant des travaux rigides et durs faits à partir de branches ou de bandes de bois aux pièces ressemblant presque à du tissu à partir de fibres de feuilles comme l'istle (fibre du maguey) et le hennequin. Outre l'istle et le hennequin, la végétation utilisée peut être divisée en deux types : la végétation dure ou semi-rigide, qui comprend des matériaux tels que des bandes de bois et des branches de saule ou de cannes à des matériaux plus mous comme les palmes, les roseaux, la paille et autres tiges végétales. Ces derniers articles créent des postes plus flexibles que les premiers. Les matériaux utilisés dans un lieu donné varient en fonction de la végétation locale, et comme ils dépendent principalement des fibres végétales, il s'agit surtout d'une occupation rurale, proche des sources. Les matériaux peuvent être mélangés dans la fabrication d'une pièce, généralement pour fournir des motifs et des textures, parfois des couleurs,.
Comme la plupart des matériaux sont prélevés dans la nature, la vannerie affecte les écosystèmes environnants à des degrés divers. Au Mexique, environ quatre-vingts espèces de plantes sont utilisées en vannerie dans une vingtaine de familles botaniques. Il s'agit notamment des agaves (Agave fourcroydes, A. sisalana, A. letonae, A. zapupe, A. funkiana), des joncs et roseaux (Arundo donax, Phragmites communis), des palmiers (Acanthorriza mocinni, Brahea dulcis, Sabal mexicana, S. causarium, Acrocomia crispa), des yuccas (Yucca glauca, Y. elata, Y. treculeana, Y. mohavensis, Y. baccata) et divers autres (Smilacaceae, Bignoniaceae, Araceae, Dilleniaceae, Sapindaceae). Elle comprend également l'utilisation de certains arbres comme le saule (Salicaceae), le pin (Pinaceae) et des plantes aquatiques comme le lys (Eichhornia crassipes) et le thalia (Thalia sp.),. Les fibres végétales cultivées comprennent la paille de blé et de seigle, ainsi que le hennequin. Au cours des dernières décennies, de nouveaux matériaux ont fait leur entrée dans la vannerie mexicaine, notamment des bandes de fibres synthétiques, des chaînes, des anneaux métalliques, des bandes de tissu et du cuir.

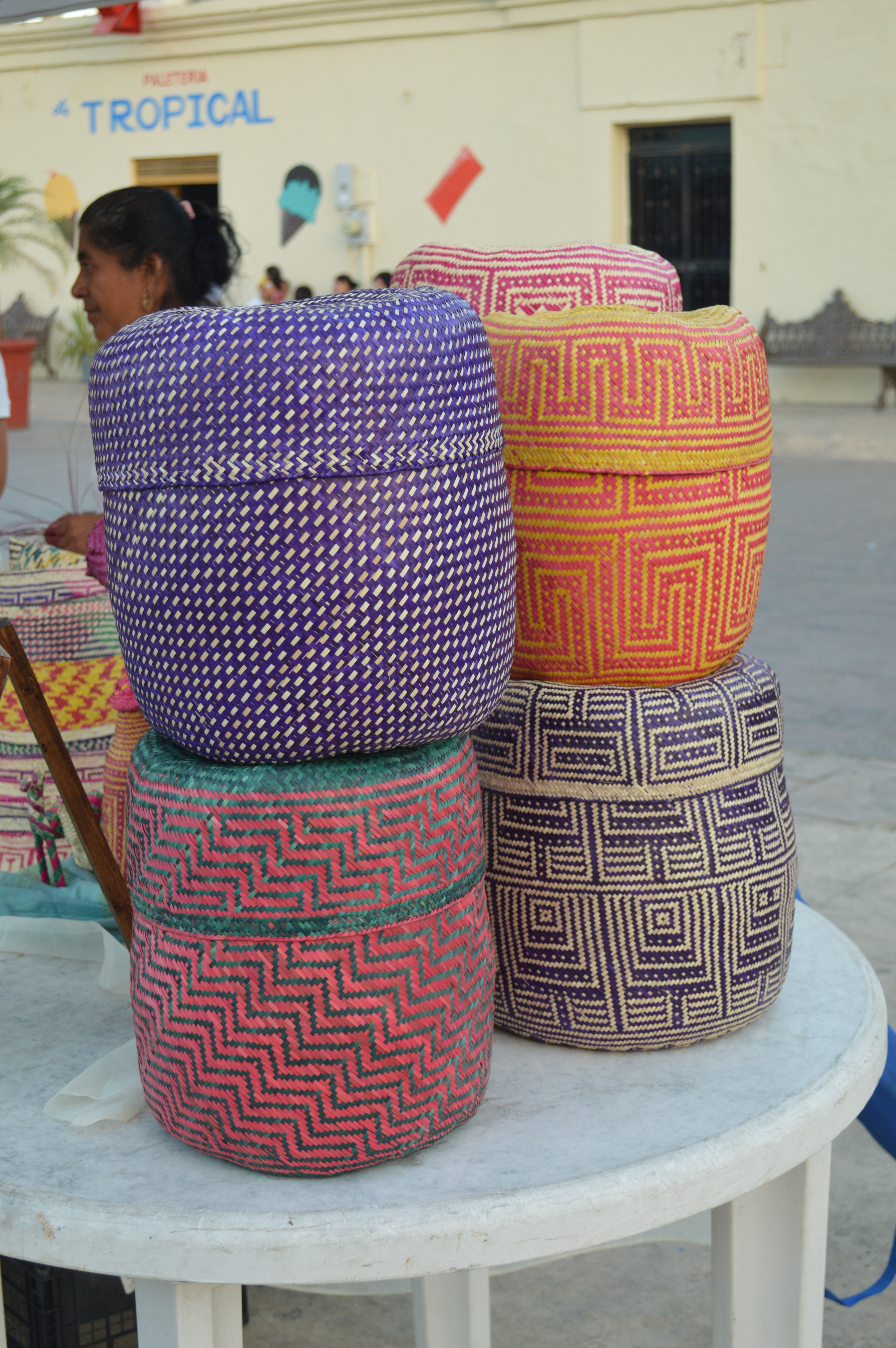
Paniers en fibres synthétiques à San Jose del Cabo, Baja California Sur.

Les travaux d'hennequin et d'istle n'utilisent pas toute la plante, mais des fibres en sont extraites. L'hennequin est cultivé dans la péninsule du Yucatán et il peut être cultivé ou récolté à partir de plantes sauvages dans des zones semi-arides de diverses régions du Mexique. Les deux sont utilisés pour créer des sacs de transport de ficelle, et des filets, ce qui fait que l'hennequin a une grande valeur dans le passé dans la fabrication d'objets en de corde.
Au cours du XXe siècle, le développement des fibres synthétiques, en particulier le polypropylène et le polyéthylène, fournit aux artisans des alternatives souvent moins chères et plus colorées, importantes dans les régions où les fibres végétales naturelles se font rares. Cependant, ils ne remplacent pas l'utilisation de matériaux naturels,. Une communauté particulièrement connue pour son travail dans ces bandes est Zapotitlán Palmas (en) à Oaxaca.

## Produits de vannerie

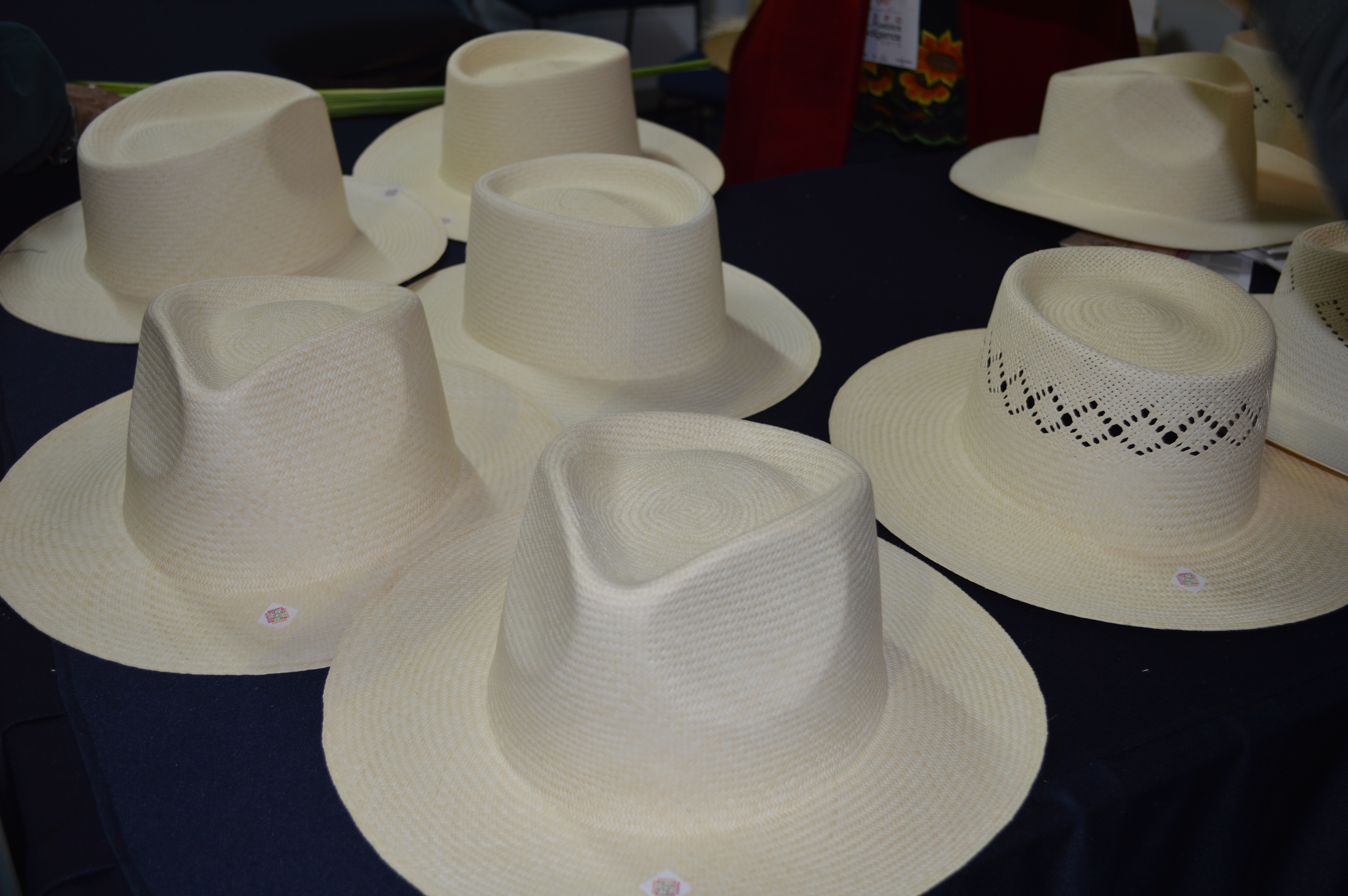
Finely woven hats from "jipi" palm made in Calkini, Campeche.

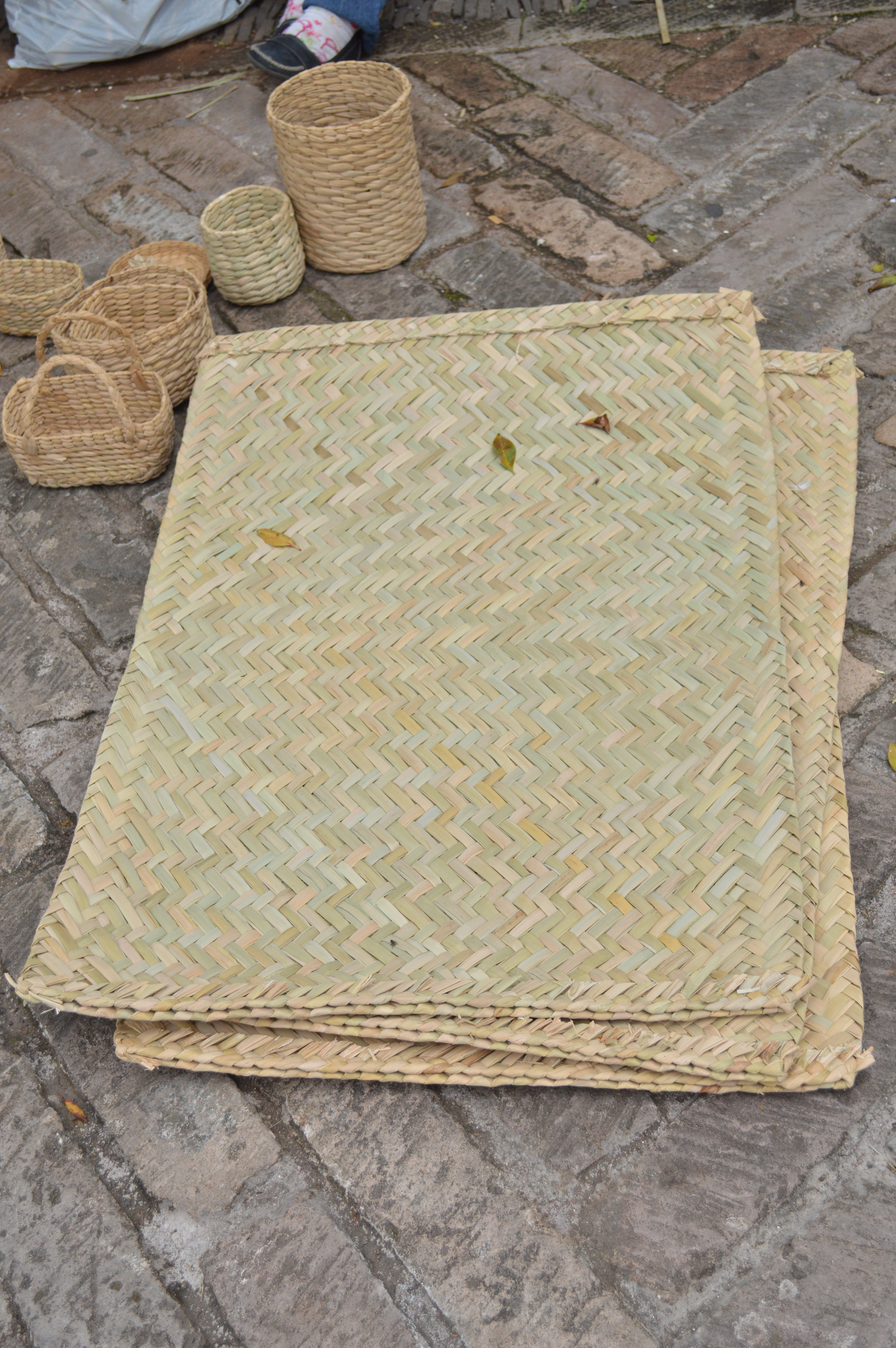
Petates de roseau.

Les articles de vannerie sont généralement tridimensionnels, plats, en deux ou trois dimensions pour le transport ou pour le stockage. La plupart d'entre eux sont utilitaires, utilisés puis jetés lorsqu'ils sont usés. La vannerie au Mexique a deux lignées. Les produits indigènes comprennent les petates, les tompeates, les peacas, les mecapales et les soyetes, dont beaucoup survivent encore aujourd'hui.
Les petates sont de grands tapis plats faits de roseaux ou de feuilles de palmier. Cuex réalisés avec ce dernier ont des tissages plus larges. Ils sont utilisés pour envelopper des paquets, pour dormir, pour enterrer les morts et pour célébrer des mariages. Ils sont encore relativement courants, surtout dans les communautés autochtones,. Les tompeates ou tenates sont faits pour stocker et transporter des fruits, des légumes et d'autres marchandises pour le marché. Pendant la période préhispanique et le début de la colonisation, ils sont attachés sur le dos d'une personne à l'aide d'un mecapal (attelle) pour le transport car il n'y a pas de bêtes de somme à cette époque. Aujourd'hui, le terme est encore utilisé dans certaines régions pour désigner un contenant utilisé pour garder les tortillas au chaud. Parfois, le terme tlaxcal est utilisé à la place, . Les petacas sont de grands récipients utilisés pour entreposer les vêtements, et pendant la période préhispanique et coloniale, ils sont peut-être les seuls meubles des maisons des pauvres,.
Les cachets, les capotes et les soyetes sont des vêtements,.
Parmi les articles introduits par les Espagnols, on trouve des paniers à anses, des sombreros en fibres tressées, des pizcadores, des feuilles de palmier tressées pour le dimanche des Rameaux et des décorations en forme de coeur, en paille, appelées « corazones de trigo »,.
Aujourd'hui, beaucoup de ces articles peuvent être trouvés. Les plus courants sont les paniers à poignée, les porte-tortillas, les chaises, les jouets (généralement des miniatures d'animaux et d'objets, ainsi que des poupées), les fleurs, les sphères et les sacs. Un autre élément courant est le soplador, une sorte de ventilateur utilisé pour ventiler les feux de charbon de bois. Les frondes des palmiers sont tissées en motifs complexes pour le dimanche des Rameaux. À Veracruz, les techniques de vannerie sont utilisées pour créer des pièges à poissons dans les rivières. L'istle et l'hennequin sont encore utilisés, le plus souvent pour la création de sacs et de filets, et dans le cas de l'istle, comme une sorte de fil à broder pour le cuir.

## Traditions régionales
Les principaux styles de vannerie se retrouvent dans le Nord, le Centre, le Mixtec/Oaxaca, le Golfe du Mexique et le Sud-Est, principalement divisés par les types de matières végétales utilisées comme matière première.

### Centre du Mexique

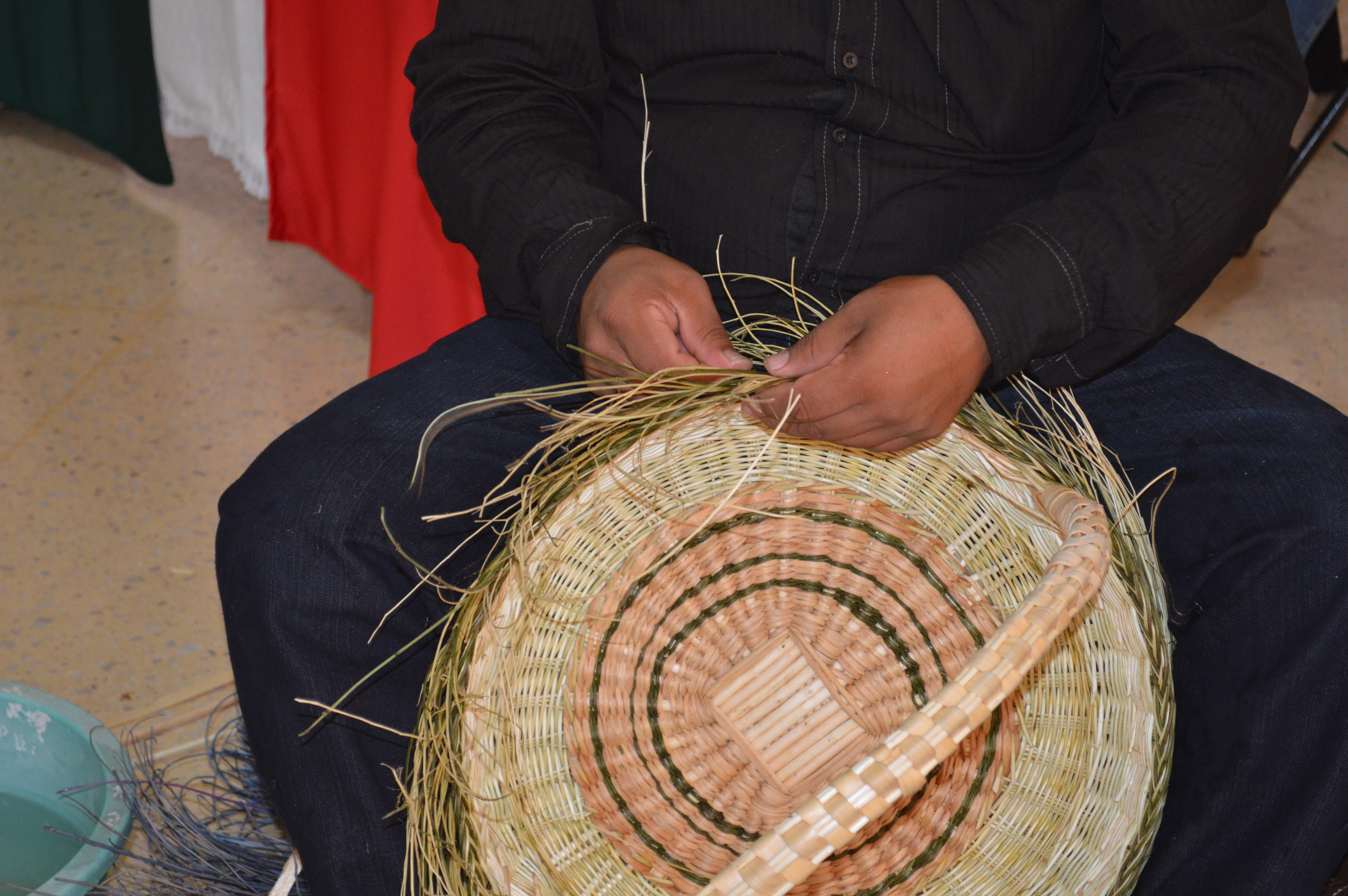
Panier en cours de fabrication à Tenancingo, État de Mexico.

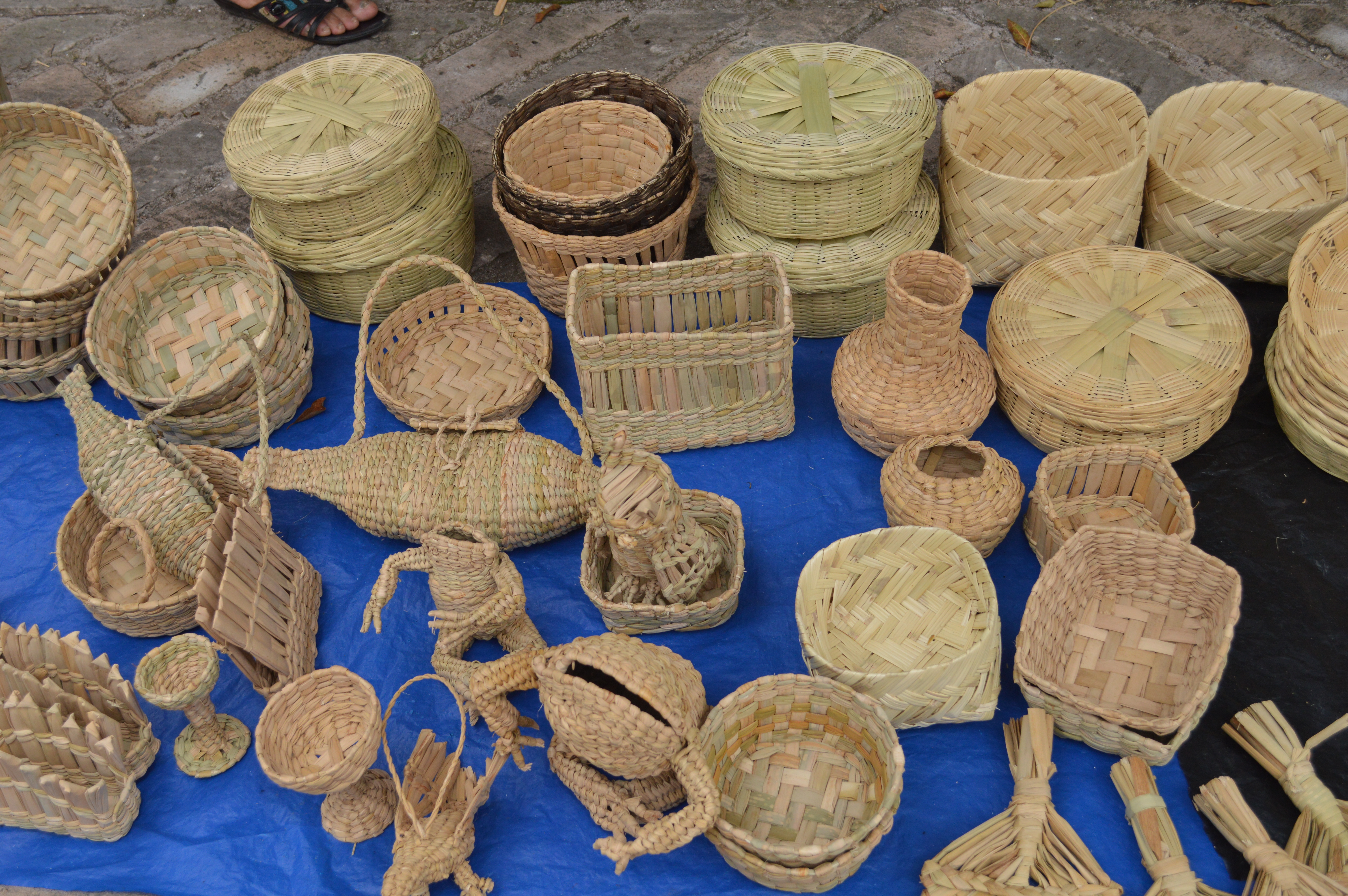
Produits de vannerie dans la rue, Michoacán.

La vannerie du Centre du pays couvre les états de Jalisco, Michoacán, Guanajuato, Aguascalientes, San Luis Potosí, Querétaro, Hidalgo, État de Mexico et Morelos. La tradition de la vannerie y est mélangée, principalement de techniques et de dessins européens, mais des formes indigènes sont encore produites. Les matériaux les plus courants sont les joncs et les roseaux, en particulier dans l'État de Mexico, Morelos et Hidalgo, autour des rives des rivières Lerma et Tultepec, du lac de Cuitzeo (en), du lac de Patzcuaro et du lac de Chapala. Le travail des branches de saule pour faire des paniers est également courant. Les frondes de palmiers sont travaillées dans des climats plus chauds de Matehuala (en), dans l'état de San Luis Potosi, au sud de l'état de Morelos, principalement pour faire des petates, des fanes et des tenates. Dans la Tierra Caliente (es) du Michoacán, les frondes de palmiers sont produites en abondance et sont utilisées pour créer des sombreros, des tenates, des éventails, des balais et des capotes (capotes de pluie).
Dans l'État de Mexico, la plupart des artisans de vannerie sont des autochtones, dont la plupart vivent à Jiquipilco, Temascalcingo, Tenancingo et Toluca (quartiers San Andrés Cuexcontitlán et San Cristobal Huichochitlan). Une grande variété de produits sont fabriqués à partir des paniers, des garde-tortillas, des sacs, des sets de table et plus encore, beaucoup d'entre eux ayant plusieurs couleurs. Les artisans de la municipalité de Tenancingo utilisent dix espèces de plantes. A Amanalco, Donato Guerra et El Oro, on fabrique des paniers en céramique haute température, en laiton nickelé et en verre. A Santa Ana Tepaltitlán, les feuilles de palmier sont teintes dans des couleurs vives et la méthode spirale est utilisée. La ville produit autrefois une abondance de paniers et d'autres objets à poignées très fines avec des motifs décoratifs animaliers et humains. Cependant, il n'en reste qu'un petit nombre. Les plus jeunes artisans fabriquent des pièces plus grossières et souvent des motifs géométriques plus simples.
Dans le Michoacán, les articles de vannerie sont également variés, des paniers et autres récipients de différentes tailles, des miniatures, des jouets et des objets décoratifs. Le travail de la paille de blé est également courant, la plupart du temps pour faire des figurines en forme de cœur pour les cuisines avec d'autres figurines décoratives telles que des soleils, des lunes, des nativités et d'autres scènes bibliques. A Zacán, il y a encore des artisans plus âgés qui fabriquent des sombreros à l'aide d'istle, qui sont imperméables et traditionnellement utilisés pour le travail de terrain. A Uripitío, une plante appelée cucharilla est utilisée pour fabriquer des petates et des éventails. Le sombrero pour les charros est également fabriqué dans l'état voisin de Jalisco ainsi qu'à San Francisco del Rincón, Manuel Doblado et Tierra Blanca (en), dans l'état de Guanajuato. Les principaux producteurs de paniers à Guanajuato sont les villes d'Ichupio et de Queréndaro (en), dont les principaux clients sont les fermes de fraises d'Irapuato et des environs. A Silao, les miniatures et les jouets sont fabriqués avec des techniques de vannerie.
Dans la Sierra Norte de Puebla (en), les Otomis et les Nahuas créent des berceaux et des sacs de transport en écorce de jonote (es), une tradition qui remonte loin dans la période préhispanique. La communauté de Santa Cruz, dans l'état de Puebla, crée encore de beaux petates aux motifs géométriques. Ceux de Santa María Chigmecatitlan créent des miniatures de figurines telles que des musiciens et des artistes de cirque ainsi que des crèches complètes.
Dans l'état du Guerrero, les paniers décoratifs sont faits de motifs géométriques et d'animaux avec des feuilles de palmier teintes dans différentes couleurs.

### Mixtec/Oaxaca

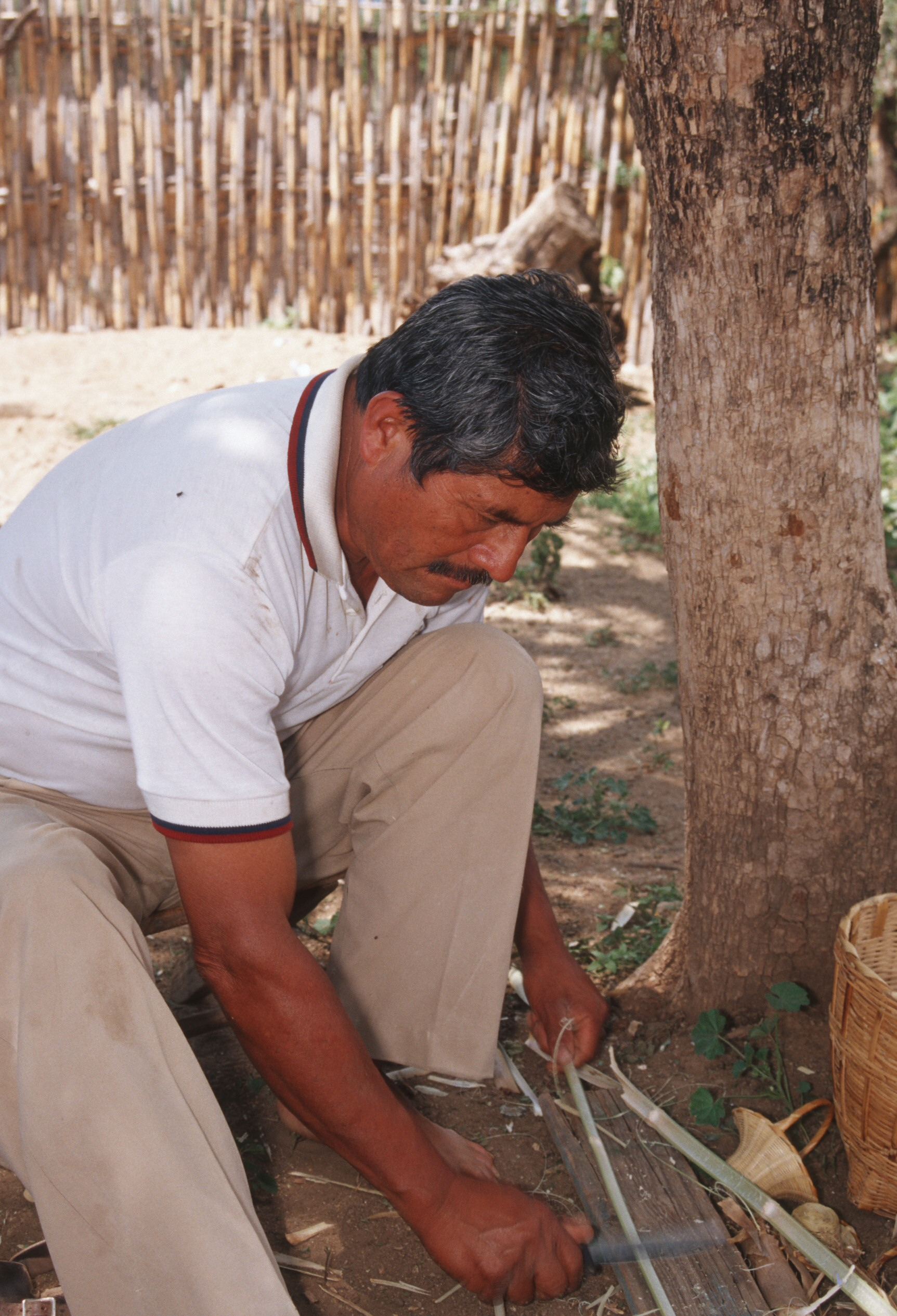
L'artisan Amador Martínez Antonio, préparant des matériaux à Santa Cruz Papalutla, Oaxaca.

La vannerie à base de roseaux et de joncs est réalisée dans différentes régions de l'état d'Oaxaca, telles que les vallées centrales, la vallée du Miahuatlán, la région mixtèque et Tehuantepec, principalement des paniers pour le transport des marchandises. À l'origine, la plupart de ces réalisations sont destinées au transport de marchandises jusqu'au marché, mais on trouve aussi des petates et des tenates. À partir du milieu des années 1980, la vannerie d'Oaxaca, en particulier dans les vallées centrales, incorpore des éléments asiatiques dans ses dessins. Amador Martinez se rend en Chine pour apprendre la vannerie en bambou. À son retour, il enseigne à d'autres artisans ce qu'il a appris. Les nouvelles formes sont également incorporées dans les ateliers de vannerie des prisons de Tlacolula et d'Ocotlán. Les nouvelles formes et décorations sont de mieux en mieux acceptées dans la région.
La vannerie la plus connue de l'état est faite par les Mixtèques, dont le territoire s'étend sur une partie d'Oaxaca, de Puebla et de Guerrero. Traditionnellement, leur travail se fait presque exclusivement avec des feuilles de palmier et est noté dans le Codex Sierra. Cependant, la dégradation de l'environnement rend cette matière première rare, mettant l'artisanat en danger. Ceux qui travaillent encore avec lui créent des petates, des soyates, des éventails, des tenates et des sombreros, et pour un certain nombre de ménages, c'est leur seule source de revenus. Les anciens motifs décoratifs en fer forgé ont presque disparu, mais on peut encore voir des gens travailler les frondes dans divers espaces publics. Malgré cela, les meilleurs petates sont fabriqués dans cette région, ainsi que la ville de San Luis Amatlán. Il existe des programmes de soutien aux vanniers de la région mixtèque d'Oaxaca, tels que FIDEPAL (Fideicomiso de la palma), une société vouée à la conservation et à la promotion du métier,.
Zapotitlan Palmas, près d'Huajuapan de León, est une autre ville connue dans la région. Avant les années 1980, ils fabriquent leurs produits exclusivement avec une espèce de palmier (Sabal mexicana Mart), mais depuis lors, ils se sont tournés vers la fibre de polyéthylène pour la vente de marchandises à l'extérieur de la ville, principalement à Huajuapan, avec un travail de palmiers à frondes, réservé à un usage personnel.

### Nord du Mexique

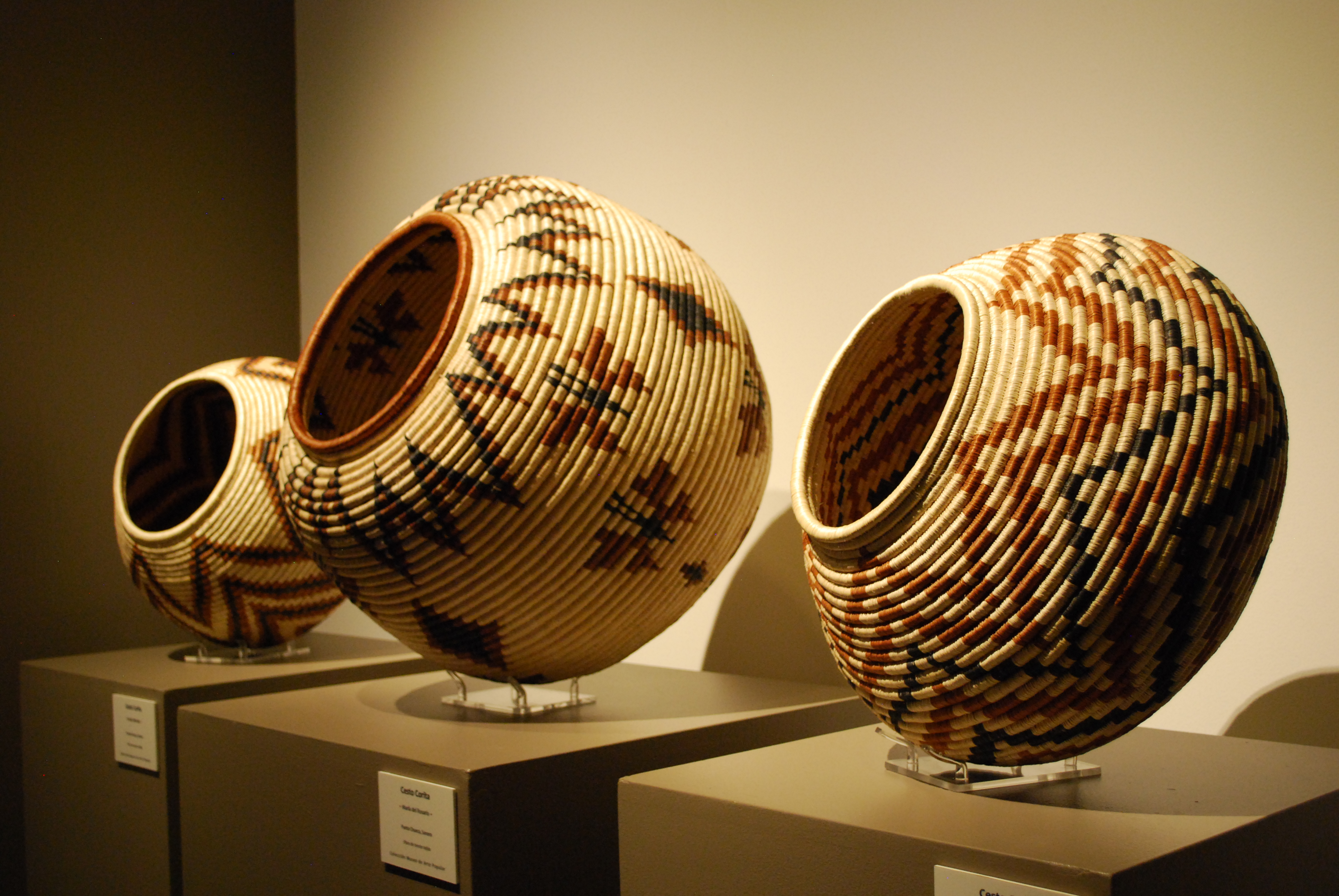
Un panier de corita exposé au Museo de Arte Popular de Mexico.

La vannerie du Nord couvre les travaux effectués dans les états de Basse-Californie, de Basse-Californie du Sud, de Sonora, de Chihuahua, de Coahuila, de Nuevo León, de Tamaulipas, de Sinaloa, de Nayarit, de Durango et de Zacatecas.
Le peuple Seri de Sonora a l'une des traditions de vannerie les plus connues, l'article le plus important étant une sorte de panier appelé corita. Jusqu'à la popularité des sculptures en bois de fer, les paniers sont le principal artisanat notable des . Les coritas sont faits avec les branches d'un buisson appelé torote (jatropha cuneatas), qui pousse dans le désert. À l'exception des empiècements d'épaule utilisés pour transporter les ballots sur le dos, les paniers sont utilisés pour transporter tout sauf les liquides par le Seri. Des paniers peu profonds sont portés sur la tête par les femmes, équilibrés par l'utilisation d'un anneau de tête et transportent de tout : bois, récoltes, viande et vêtements. Des paniers sont utilisés pour le vannage et le stockage. Ils servent de valises, de seaux et de poubelles.
Les paniers Seri sont faits de paquets de torote fendues, enveloppés avec l'écorce interne plus flexible des tiges. Le torote est fendue avec les dents. La méthode du serpentin est utilisée, la construction étant si serrée dans un certain nombre d'ouvrages qu'ils peuvent retenir l'eau. Traditionnellement, c'est le travail des femmes, mais la demande d'authentiques coritas amène aussi les hommes à se lancer dans la fabrication. Des pièces traditionnelles telles que des récipients et des berceaux sont encore fabriqués, ainsi que des œuvres plus récentes pour le commerce touristique, comme des bols peu profonds avec une grande variété de motifs décoratifs de la religion et de la culture seri. Certaines histoires suggèrent que ces paniers ont des propriétés magiques ou contiennent quelque chose de l'esprit des femmes qui les font. Une couleur décorative couramment utilisée est un rouge-rouille, fait à partir de l'écorce de la racine de la famille des krameria. Récemment, des teintures commerciales sont utilisées. Alors que les Seris décorent bien leurs paniers dans le passé, le large éventail de modèles est plus moderne, probablement en raison de la vente des articles aux étrangers. L'artisanat décline en raison de l'introduction de conteneurs modernes en plastique, en métal, etc., mais continue en raison du tourisme dans les régions des Seris, mais pas autant que la sculpture, vu que le processus est plus laborieux.
D'autres traditions de vannerie nordiques incluent celle des Pimas de Sonora, qui tissent des petates et des chapeaux de palmier, ainsi que des paniers en spirale. En Basse-Californie, les Cochimies et les Pai-pai tissent des feuilles de palmier, des feuilles de cèdre et des branches de saule en utilisant la méthode spirale pour fabriquer des paniers. Les Tarahumara de Chihuahua travaillent avec des feuilles de palmier, des roseaux et des aiguilles de pin. Beaucoup de ces paniers sont de petite taille, semblables aux tenates préhispaniques. Les aiguilles de pin conservent leur odeur caractéristique pendant un certain temps. Les paniers pour transporter l'eau, appelés guares, ont des parois doublées. Les Huichols de Durango, Nayarit et Jalisco fabriquent des chapeaux et des petites boîtes avec des feuilles de palmier. Les boîtes sont semblables à des tenates, mais avec un modèle rectangulaire en forme de prisme. Traditionnellement, ils ont été fabriqués pour stocker les flèches.

### Golfe du Mexique/Sud-est
Le golfe du Mexique et le sud-est s'étendent sur la longueur de l'état de Veracruz, dans la péninsule du Yucatán et le Chiapas. La vannerie est fabriquée dans tout l'État de Veracruz, chaque groupe ethnique et régional produisant son propre style, en fonction de ses besoins et d'autres facteurs. Au fil du temps, un certain nombre d'objets utilitaires et cérémoniels traditionnels sont transformés en objets décoratifs et continuent d'alimenter un certain nombre de familles Veracruz. Les Totonaques utilisent principalement des anches, (A. donax) entre autres. Au sud de Veracruz, les communautés Nahua de Pajapán et Hueyapan de Ocampo produisent des paniers élaborés avec de l'osier et les racines du philodendron et du faux philodendron (Monstera deliciosa). Au centre de l'état, des groupes métis créent divers produits tels que les petates de palmiers à Tigrillos et les pièges à crevettes à Jalcomulco situés au centre de Veracruz sur le côté est du Cofre de Perote. Elle est entourée d'une forêt pluviale semi caducifoliée avec plus de huit cents espèces de plantes, ainsi que de vergers fruitiers et de champs de canne à sucre et d'autres cultures. Sa vannerie est principalement liée à la récolte des écrevisses et des crevettes d'eau douce de la rivière Los Pescados, à l'aide de pièges en forme de panier traditionnellement fabriqués à partir de roseaux. Depuis les années 1990, l'économie est passée de l'agriculture et de la pêche à l'écotourisme. Cela conduit de nombreux fabricants de pièges à étendre leurs compétences à d'autres objets tels que des paniers décoratifs, des vases, des coupes à fruits, des pieds de lampes et plus encore. La demande pour ces produits a un impact négatif sur les plantes utilisées à cette fin.
Au Chiapas, les feuilles de palmier sont souvent utilisées, ainsi que l'istle, qui est le plus souvent utilisé par les Lacandons pour fabriquer des sacs et des filets. Dans le Tabasco, les feuilles de palmier sont utilisées pour fabriquer des petates et divers types d'éventails. A Campeche et dans une partie de l'état du Yucatán, ils fabriquent des chapeaux très fins à partir d'une espèce spécifique de palmier, appelée localement jipi-japa. Ce travail est souvent effectué dans des grottes pour garder les fibres humides et flexibles pendant leur travail. Les communautés les plus connues pour ce travail sont Ticul, dans le Yucatán et Becal, dans l'état de Campeche. Les paniers de frondes de palmiers sont fabriqués dans toute la péninsule du Yucatán, souvent teints, selon la méthode de la bobine. La plupart de ces paniers sont fabriqués par des femmes, la communauté la plus connue pour cette activité étant Halachó (en).